# Azzedine Alaïa

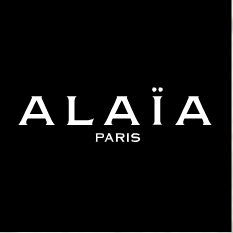
Unternehmenslogo von Azzedine Alaïa (2015)

Azzedine Alaïa (arabisch عز الدين علية, DMG ʿIzz ad-Dīn ʿAlaya; * 26. Februar oder 7. Juni 1935, 1939 oder 1940 in Jemmal, Französisches Protektorat Tunesien; † 18. November 2017 in Paris, Frankreich) war ein tunesisch-französischer Modeschöpfer. 
Alaïa begann seine Modekarriere in den 1960er Jahren, erlangte allerdings erst in den 1980er Jahren mit seinen sehr körperbetonten, meist in schwarz oder weiß gehaltenen Kleidern, die die weibliche Silhouette wie eine „zweite Haut“ stets zeitlos elegant zur Geltung bringen, als „König des Stretches“ bzw. „King of Cling“ und Vertreter der modischen Avantgarde weltweite Bekanntheit. Zu seinen Markenzeichen gehören der Einsatz von Leder und Stretchmaterial sowie Reißverschlüsse als Zierde in der gehobenen Damenmode. Alaïa, der aufgrund seiner herausragenden handwerklichen Fähigkeiten in der Presse als „letzter großer Couturier“ (französisch für „Modeschöpfer“) bezeichnet wurde, durfte seine hochpreisige Mode ab 2011 auch offiziell mit dem geschützten Begriff Haute Couture bezeichnen. Das von ihm 1979 gegründete Unternehmen Azzedine Alaïa, das er im Jahr 2000 an Prada verkaufte und nach dem Rückkauf 2007 in Zusammenarbeit mit der Richemont-Gruppe betrieb, stellte mit einem Jahresumsatz von etwas über 60 Millionen Dollar im Vergleich zu den großen Pariser Modehäusern eine Nischenmarke dar, die sich ihre Unabhängigkeit in der etablierten Modeindustrie größtenteils bewahrte.

## Leben
Alaïa wurde als Sohn eines Weizenbauern in Jemmal geboren, hatte eine Zwillingsschwester sowie einen jüngeren Bruder und wuchs bei seinen Großeltern in Tunis auf. Zu seinem Geburtsdatum machte er keine Angaben, daher existieren unterschiedliche Annahmen dazu. Seine Schwester, die ein kleines Atelier besaß, brachte ihm das Nähen bei. Er studierte im Alter von ca. 15 Jahren durch Vermittlung einer Freundin zunächst für kurze Zeit Bildhauerei an der École des Beaux-Arts in Tunis, wobei er sich älter machte, um an der Hochschule aufgenommen zu werden. Schon in dieser Zeit absolvierte er zudem eine Schneiderlehre und arbeitete Kreationen aus französischen Modemagazinen nach.
Alaïa ging nach Aufgabe seines Studiums 1957 nach Frankreich, wo er sich in Paris niederließ. Er arbeitete zunächst wenige Tage als Assistent von Christian Dior, bevor er für zwei Modesaisons bei Guy Laroche als Assistent tätig war und schließlich bei Thierry Mugler eine Anstellung fand. Alaïa arbeitete nebenbei als Babysitter sowie Koch und wurde Haushälter der Marquise de Mazan. Ab 1960 war er fünf Jahre lang Haushälter und -schneider der Comtesse de Blégiers. Hier kam er mit der Pariser Oberschicht in Berührung, für die er bald zu arbeiten begann. Ende der 1960er Jahre bezog er eine Wohnung in der Rue de Bellechasse in Saint-Germain, die er auch als Atelier nutzte. Zu seinen frühen Kundinnen zählten unter anderem Louise de Vilmorin, Cécile de Rothschild, Greta Garbo, Claudette Colbert und Arletty. 1965 fertigte er den Prototyp des Mondrian-Kleids. Ende der 1970er entwarf er Kostüme für die Tänzerinnen des Kabaretts Crazy Horse.
Eine erste Prêt-à-Porter-Kollektion für den französischen Modedesigner Charles Jourdan (1883–1976) im Jahr 1979 wurde ein Misserfolg, lehnte Jourdan doch die Kollektion in Leder und Metal als „zu grob“ (too tough) ab. Im gleichen Jahr etablierte Alaïa auf Anraten von Thierry Mugler seine eigene Marke unter seinem Namen und eröffnete 1980 in der Rue du Parc-Royal im 3. Arrondissement, wo er auch neue Entwürfe präsentierte, ein Atelier. Veröffentlichungen seiner Entwürfe in Modezeitschriften sowie prominente Unterstützer, die seine Kollektionen trugen, führten bald zum Erfolg. Boutiqueneröffnungen in Paris, New York (1988) und Beverly Hills folgten. Ab 1982 wurden Alaïas Kollektionen bei Bergdorf Goodman verkauft, 1985 wechselte er zu Barneys New York, die seine neuen Entwürfe im Rahmen einer Modenschau vor fast 1.200 Gästen im Palladium präsentierten. Alaïa bot jungen Models in seiner Wohnung eine Bleibe und gilt als Entdecker von Supermodels wie Stephanie Seymour, Naomi Campbell und Veronica Webb.
1988 kaufte der Designer ein ehemaliges BHV-Lagergebäude in der Rue de la Verrerie mit Zugang von der Rue de Moussy im Pariser Stadtteil Marais. Dort richtete er in der Folge neben seinem Atelier, einem Showroom, einem Hotel und seiner Privatwohnung auch eine Alaïa-Boutique ein. Das Atelier seines langjährigen Lebensgefährten und Geschäftspartners, des Hamburger Malers Christoph von Weyhe, befand sich in unmittelbarer Nachbarschaft. In dieser Zeit schneiderte Alaïa nur für seine treuesten Kunden und führte seine Modelle einem handverlesenen Publikum in seinen Privaträumen vor.

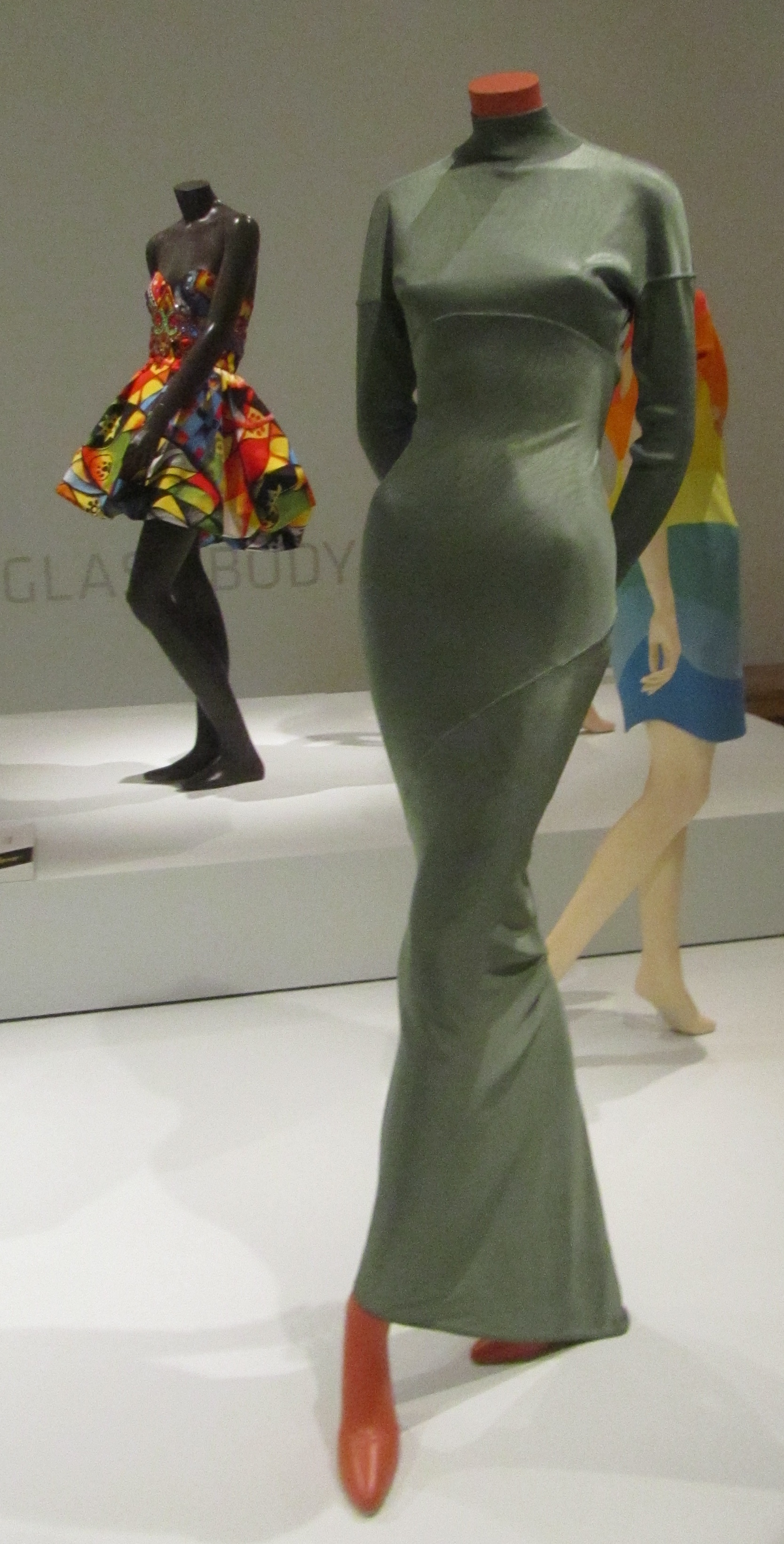
Graues Kleid von Alaïa aus Celluloseacetat (1986/1987)

Ende der 1980er Jahre begann Alaïas Erfolg nachzulassen, galt seine Mode und sein Stil, dem er treu blieb, doch inzwischen als veraltet. Erste Boutiquen schlossen, zuletzt der Standort in New York im Jahr 1992. Bereits 1991 hatte Alaïa aufgehört, Modenschauen zu veranstalten. Nach dem Tod seiner Schwester 1992 zog sich Alaïa zunächst vollständig aus dem Rampenlicht zurück. Allerdings ging er in den 1990ern auch Engagements mit Versandhäusern wie Les 3 Suisses oder La Redoute ein, wo Alaïa-Mode zu niedrigen Preisen angeboten wurde. Erst im Jahr 2000, als er sein Unternehmen an Prada verkaufte, veranstaltete er wieder eine Modenschau mit neuer Kollektion. Durch die Partnerschaft mit Prada erlebte das Haus Alaïa eine Renaissance. Ebenso 2000 ehrte das New Yorker Solomon R. Guggenheim Museum Alaïa mit einer Einzelausstellung. 2007 kaufte Alaïa seine Firma von Prada zurück. Drei Monate später investierte der Luxusgüterkonzern Richemont in das Unternehmen Azzedine Alaïa und übernahm das Unternehmen zu 100 %.
2007 gründete der Designer zusammen mit von Weyhe und der Mailänder Mode-Einzelhändlerin Carla Sozzani die Association Azzedine Alaïa, um das Archiv an eigenen Entwürfen sowie die von ihm über die Jahre angesammelten Kleidungsstücke anderer Designer wie Paul Poiret, Charles James, Cristobal Balenciaga, Madame Grès, Madeleine Vionnet, Coco Chanel, Claire McCardell oder Gilbert Adrian zu verwalten. 2018 wurde aus dem Projekt unter der Führung Weyhes, Sozzanis und des Kostümkurators Olivier Saillard die Stiftung Fondation Azzedine Alaïa mit Sitz in der Rue de la Verrerie.
Ab 2011 war Alaïa korrespondierendes Mitglied des Pariser Modeverbandes Chambre Syndicale de la Haute Couture, wodurch er berechtigt war, seine Kreationen als Haute Couture zu führen. Nach achtjähriger Pause veranstaltete er aus diesem Anlass 2011 erstmals wieder eine öffentliche Modenschau in seinem Stammsitz. 2012 ging Alaïa mit Shiseido einen zwölfjährigen Vertrag über eine Parfümlizenz ein. Das erste Alaïa-Parfüm wurde Ende 2015 auf den Markt gebracht. Ende 2013 eröffnete mehr als zwanzig Jahre nach der Schließung des letzten Ladengeschäfts in New York in der Pariser Rue de Marignan unweit der Modemeile Avenue Montaigne auf drei Stockwerken eine freistehende Alaïa-Boutique. Neben den beiden Boutique-Standorten in Paris ist Alaïa-Mode zum Stand 2014 bei weltweit 300 Einzelhändlern erhältlich. Das Unternehmen Azzedine Alaïa beschäftigte 2013 um die 75 Angestellte.
Insgesamt drei Mal, unter Mitterrand, Chirac und Sarkozy, sollte Alaïa zum Ritter der französischen Ehrenlegion ernannt werden, was er jedoch jedes Mal ablehnte.
Alaïa starb am 18. November 2017 in Paris an einem Herzinfarkt.
Richemont beschloss zunächst, keinen neuen Chefdesigner zu benennen, sondern überließ das Design der Entwürfe dem 30-köpfigen Studio-Team von Alaïa. Im Januar 2018 wurde die Retrospektive Azzedine Alaïa: Je Suis Couturier im Haus des Designers in Paris eingeweiht. Ende April 2018 eröffnete Richemont auf der Bond Street in London eine Alaïa-Boutique, die noch zu Lebzeiten des Designers geplant worden war. Für die Inneneinrichtung zeichnete unter anderem Marc Newson, ein enger Freund Alaïas, verantwortlich, der bereits bei der Gestaltung der Pariser Boutiquen tätig gewesen war. Im Mai 2018 eröffnete das Design Museum London die Ausstellung Azzedine Alaïa: the Couturier, die 2017 zusammen mit dem Designer geplant worden war.
Im Februar 2021 ernannte Richemont den flämischen Modeschöpfer Pieter Mulier, ein langjähriger Wegbegleiter von Raf Simons und mit ebenjenem zuletzt als Designer bei Dior und Calvin Klein tätig, zum Chefdesigner von Alaïa.

## Wirken

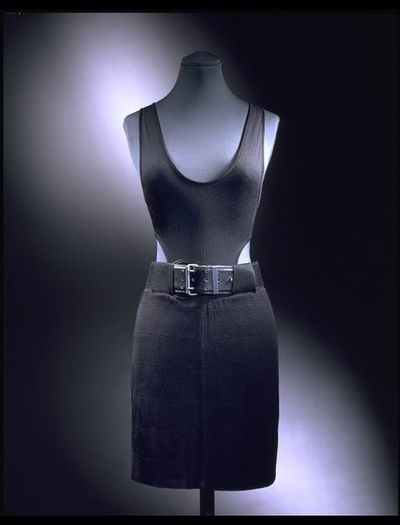
Schwarzes Kleid mit Gürtel von Alaïa (1985)

Bereits Ende der 1970er Jahre wurde die Modepresse auf Alaïa aufmerksam: Im Jahr 1979 wurde in der Zeitschrift Elle ein Mantel gezeigt, den Alaïa für Les Fourrures de la Madeleine entworfen hatte. International bekannt wurde er im Folgejahr mit dem Modell eines perforierten und nietenverzierten Oversize-Lackledermantels, der im Modemagazin Dépêche Mode gezeigt wurde. Es folgte 1981 ein inzwischen ikonisches schwarzes Reißverschlusskleid, inspiriert von einem Oberteil, das Arlettys Charakter im Film Hotel du Nord trug. Das Modell eines magentafarbenen, hautengen Latexkleides für Grace Jones anlässlich der Auszeichnung des französischen Kulturministeriums zum Designer des Jahres, das einen bis zum Oberschenkel reichenden Beinschlitz hatte und korsettähnlich geschnürt werden musste, sorgte schließlich für Furore – „Es schien, als hätte der Modeschöpfer puren Sex zu Stoff verarbeitet.“ Bekannt und umstritten war auch Alaïas an die französische Flagge angelehntes Kleid für Jessye Norman, das er anlässlich der Zweihundertjahrfeier der Französischen Revolution 1989 für einen öffentlichen Auftritt der Sängerin schuf.
Alaïas Markenzeichen ist „die zweite Haut, mit der er die Grenzen zwischen Körper und Stoff aufzuheben scheint“:  Seine Entwürfe sind eng und maximal figurbetont, „provozierend sexy und spielen mit dem erotischen Reiz des Verdeckens und Entblößens, des knalleng Umspannens und Liftens“. Leder erhitzte er mitunter mit Wasserdampf, um es perfekt der weiblichen Form anzupassen. Der von Alaïa häufig verwendete Schrägschnitt lässt dem Träger dabei dennoch Bewegungsfreiheit und ist eine Hommage an Alaïas Vorbild Madeleine Vionnet. Er arbeitete unter anderem mit – zu Beginn seiner Karriere weitgehend ungewöhnlichen und „schockierenden“ – Materialien wie Lycra, Latex, Stretch, (Lack-)Leder und Jersey. Häufige Accessoires waren vor allem zu Beginn Schnallen und Lochmuster, ergänzt durch Push-Up-BHs, eingearbeitete Höschen und Bodies, die die Figur zusätzlich formten. Vorrang vor Trends hat bei Alaïa der Körper, so kreiere er als „Stoffbildhauer“ mit seiner Mode „lebende Frauenskulpturen: atemberaubende, gemeißelte Silhouetten“. Seit den 1990er Jahren waren seine Entwürfe jedoch zunehmend gemäßigter und zeitloser geworden.
Aufgrund seiner Entwürfe gab man Alaïa Spitznamen wie „King of Cling“ (etwa „König der Klebefolie“), „König des Stretches“ und, aufgrund seiner geringen Körpergröße von 1,58 Metern, auch „der kleine Prinz“.

## Öffentlichkeit und Populärkultur

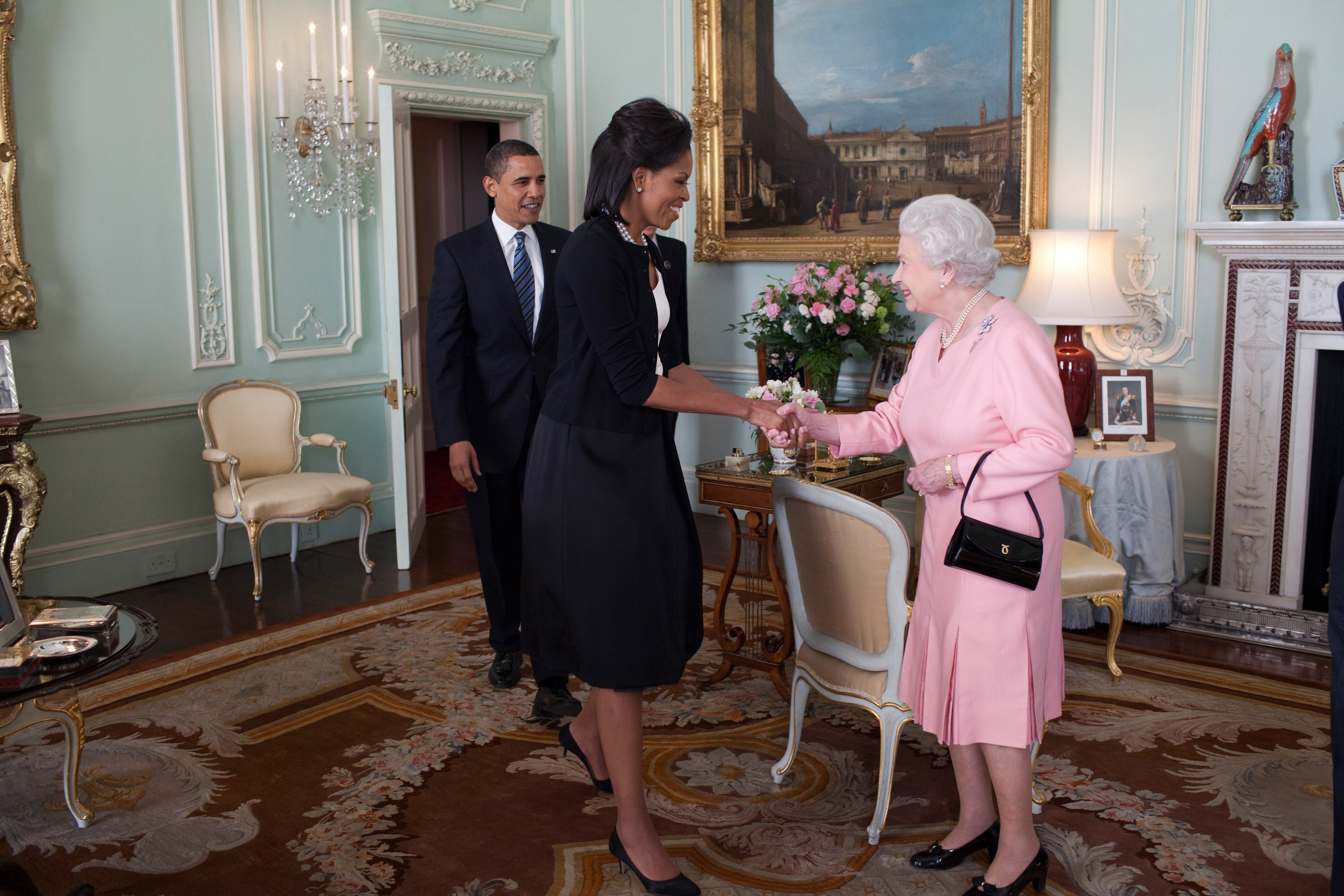
Michelle Obama in einem Cardigan von Alaïa (2009)

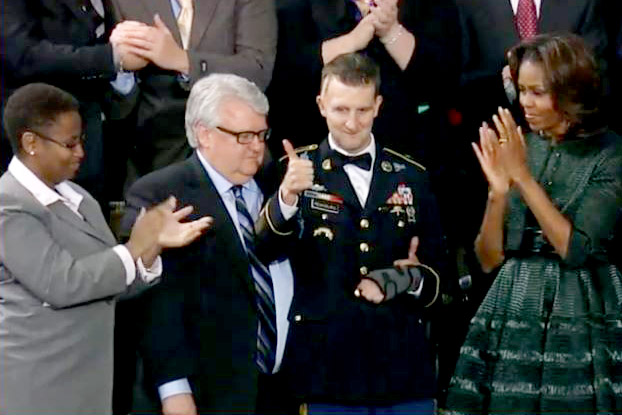
Michelle Obama in einem Zweiteiler von Alaïa (2014)

Alaïa selbst stellte sich bewusst außerhalb der Modebranche. Seine Entwürfe fertigte er im ersten Modell komplett selbst und drapierte dazu den zuvor ausgewählten und zurechtgeschnittenen Stoff am lebendigen Modell. Er produzierte seine Kollektionen ohne feste Termine, präsentierte sie nicht auf großen Modeschauen während der internationalen Modewochen und nur selten vor der Presse. Er verzichtete weitgehend auf Werbung, ging bis auf das Parfümgschäft ab 2012 keine Lizenzabkommen ein und bot keine separate Accessoire-Linie an. Alaïa galt als unermüdlicher Perfektionist, der mitunter ganze Modenschauen verschob, wenn ihm die einzelnen Entwürfe noch nicht als vollkommen gelungen erschienen.
Zu seinen Kundinnen zählten neben der Pariser Oberschicht zunächst vor allem eher exzentrische Künstlerinnen, darunter Grace Jones, Madonna oder Tina Turner. Zuvor hatte er Kleider für Greta Garbo, Cécile de Rothschild und Claudette Colbert entworfen. Victoria Beckham ist eine Verehrerin seiner Arbeit, ebenso wie Lady Gaga. Michelle Obama trug anlässlich des NATO-Dinners mit Staatsoberhäuptern in Strassburg im April 2009 ein schwarzes Strickkleid von Alaïa; weitere offizielle Auftritte in Kleidern des Designers folgten. Sie brach damit eine Tradition, nach der US-amerikanische First Ladies bei offiziellen Anlässen ausschließlich Kleider US-amerikanischer Designer tragen.
Für Jones’ Figur May Day in James Bond 007 – Im Angesicht des Todes schuf Alaïa 1985 die Kostüme. Alaïa sicherte sich 1986 in Robert Palmers umstrittenen Musikvideo zu Addicted to Love „einen unvergänglichen Platz in der kollektiven Erinnerung“: Er entwarf die schwarzen Strickkleider der fünfköpfigen weiblichen Begleitband des Sängers. Im Video zu Bad Girl entfernt Sängerin Madonna in einer Szene die Folie um einen schwarzen Alaïa-Anzug, den sie aus der Reinigung geholt hat. Auch im Film Clueless – Was sonst! gibt es eine Anspielung auf Alaïa: Die von Alicia Silverstone dargestellte Figur weigert sich in einer Szene, in der sie mit einer Pistole bedroht wird, auf einem Parkplatz niederzuknien, weil sie ein Kleid von Alaïa trage. Im Jahr 2013 schuf Alaïa die Kostüme für die Aufführung von Die Hochzeit des Figaro in der Walt Disney Concert Hall in Los Angeles und kreierte dabei erstmals auch Herrenbekleidung. Im gleichen Jahr fanden im NRW-Forum in Düsseldorf die Ausstellung Alaïa – Azzedine Alaïa im 21. Jahrhundert und in Paris im Musée Galliera eine große Alaïa-Retrospektive statt.
Jean-Paul Goude schuf 1984 eine „legendäre… Modefotografie“, in der der 1,58 Meter kleine Alaïa dem franko-algerischen Supermodel Farida Khelfa in die offenen Arme springt. Goude hatte Khelfa und Alaïa bekannt gemacht, welche letzterer schließlich zu seiner Muse erkor.
Alaïa kritisierte 2011 seinen Kollegen Karl Lagerfeld für dessen vielfältige Tätigkeiten in den Bereichen Mode, Fotografie sowie Werbung und war ab 2009 im Streit mit der Chefredakteurin der amerikanischen Vogue, Anna Wintour, deren Bedeutung für die Modeindustrie er infrage stellte.

## Ausstellungen
- 1998: Groninger Museum, Einzelausstellung
- 2000: Solomon R. Guggenheim Museum, Einzelausstellung
- 2013: NRW-Forum, Düsseldorf, Retrospektive Alaïa. Azzedine Alaϊa im 21. Jahrhundert.[43]
- 2013–2014: Musée Galliera, Paris, Retrospektive ALAÏA
- 2015: Galerie Azzedine Alaïa Paris, Ausstellung „A“ Une exposition présentant l’œvre visuelle du poète Adonis[44]
- 2018: Design Museum London, Azzedine Alaïa. The Couturier